# Novembre (Flaubert)
Pour les articles homonymes, voir Novembre (homonymie).
Novembre est une nouvelle de Gustave Flaubert écrite lors de l'automne 1842 et achevée le 25 octobre 1842, jamais publiée du vivant de l'auteur ; elle le fut plus tard dans le recueil de ses Œuvres de jeunesses inédites, publiées en 1910. Cette œuvre en partie autobiographique, où l'auteur exalte le pathos des émotions d'un jeune homme, pareil aux Souffrances du jeune Werther de Gœthe, est aujourd'hui considérée comme une de ses premières réussites de sa jeunesse littéraire, quoique Flaubert l'ait reniée de son vivant sous le qualificatif péjoratif de « ratatouille sentimentale » (correspondance avec Louise Colet).